# دوغ فان هورن
دوغ فـان هورن (بالإنجليزية: Doug Van Horn)‏ هو لاعب كرة قدم أمريكية أمريكي، ولد في 24 يونيو 1944 في سيداليا في الولايات المتحدة.

## وصلات خارجية
- دوغ فـان هورن على موقع مرجع كرة القدم المحترفة.كوم (الإنجليزية)